# Silina Braga
Silina Machado Braga (Rio de Janeiro, 1953 – Rio de Janeiro, 24 de abril de 2021) foi uma treinadora, competidora de saltos ornamentais e ginasta brasileira. Fez sua carreira no Club de Regatas Vasco da Gama. Após deixar as competições, também foi árbitra e comentarista esportiva.

## Biografia
Participou de competições infantis de ginástica artística pelo Vasco da Gama. Em meados da década de 1960, começou a competir nos saltos ornamentais. Foi quarta colocada no trampolim durante o Troféu Brasil de 1967. Foi campeã carioca juvenil de trampolim naquele mesmo ano. No Troféu Brasil de 1968, conquistou o vice-campeonato no trampolim.
Em 1970, conquistou o título sul-americano de plataforma, em Lima, no Peru.
Continuou a praticar ginástica na década de 1970. Ajudou o Vasco a ser campeão carioca de ginástica em 1970, ficando em segundo lugar no individual. Chegou a pleitear uma vaga para os Jogos Pan-Americanos de 1971, em Cali, mas acabou ficando de fora da competição. Também disputou as eliminatórias nos saltos, não conseguindo a vaga.
Venceu a prova da plataforma no Troféu Brasil de 1972. No mesmo ano, ajudou o Vasco da Gama a ser campeão carioca de saltos ornamentais. Repetiu o feito em 1973, se sagrando tricampeã estadual na plataforma.
No Sul-Americano de 1972, em Arica, no Chile, venceu a prova da plataforma.
Conseguiu ser convocada para disputar o Campeonato Mundial de Esportes Aquáticos de 1973, em Belgrado. Ficou em 18º lugar na plataforma de 10 metros.
Foi campeã do Troféu Brasil de 1974 na prova da plataforma. Na época, o Vasco conquistou o tricampeonato nacional da modalidade.
Após deixar as competições, foi técnica do Vasco da Gama. Também comentou saltos ornamentais para o canal SporTV durante os Jogos Olímpicos de 2012 e 2016.

## Morte
Morreu no dia 24 de abril de 2021, aos 68 anos, vítima de um câncer na barriga.